# Natalie Titcume
Natalie Titcume, född den 6 december 1975 i Sydney, är en australisk softbollspelare.
Hon tog OS-brons i samband med de olympiska softboll-turneringarna 2000 på hemmaplan i Sydney.
Hon överträffade denna bedrift med att vinna OS-silver fyra år senare vid olympiska sommarspelen 2004 i Aten.